# 님로드 (미사일)
님로드는 이스라엘 IAI에서 개발한 공대지 지대지 미사일이다. 듀얼모드로서, 레이저 유도와 GPS 유도를 선택하여 발사할 수 있다.
헬기, 전투기, 장갑차, 이동식 차량 등에 장착할 수 있다. 전투기나 헬기의 경우, 4발을 하나의 팩으로 하여 장착할 수 있다.
2011년 연평도 사건으로 한국 해병대는 스파이크 NLOS를 도입했다. 같은 IAI의 제품으로, 무게 70 kg, 사거리 25 km이다.
이스라엘 국영 방산업체 IAI는 스파이크-SR, 스파이크-MR, 스파이크-LR, 스파이크-ER, 스파이크 NLOS의 5가지 버전의 스파이크 대전차미사일을 개발했다. 님로드는 가장 대형 장거리 미사일인 스파이크 NLOS 보다 크므로, 6번째이자 가장 대형인 이스라엘산 대전차 미사일로 볼 수 있다.
미국의 메버릭 미사일이 무게 300 kg에 사거리 26 km인데 비해, 님로드는 무게 96 kg에 사거리 50 km이다. 무게는 절반으로, 사거리는 2배로 늘렸다. 미국의 AGM-114 헬파이어는 무게 50 kg에 사거리 8 km이다. 미국은 님로드와 비슷한 AGM-169 JCM을 개발해 헬파이어와 메버릭을 하나의 미사일로 교체할 계획이다.

## 같이 보기
- 스파이크 NLOS
- AGM-169 JCM
- AGM-114 헬파이어
- AGM-65 메버릭